# Eugène Keym
Eugène Keym (29 april 1861 - 1 december 1920) was gemeenteraadslid en vanaf 1904 schepen in Watermaal-Bosvoorde. Tijdens de Eerste Wereldoorlog spande hij zich in om de bevolking tegen de bezetter te beschermen. Hij verving burgemeester Jean-Henri Delleur, die door de Duitsers was gedeporteerd, en werd zelf herhaaldelijk aangehouden. Hij werkte nauw samen met de Commission for Relief in Belgium en tal van andere liefdadige instellingen.

## Collectie Keym
Tijdens de oorlogsjaren verzamelde Keym een grote collectie foto's, knipsels, affiches, objecten en spotprenten. In juni 1919 stelde hij ze tentoon in het Egmontpaleis (titel: Dessins, caricatures, cartes postales et surtout, des photographies précieuses qui présentent les Allemands opérant, on sait comment au Sénat, à la Chambre, à Bruxelles et dans les faubourgs). Vooral de heimelijk rondgaande karikaturen schetsen een uniek beeld van het leven onder de bezetting. Nu maakt de Collectie Keym deel uit van de Brusselse stadsarchieven. Ze werd in 1929 geschonken door zijn zoon Maurice.

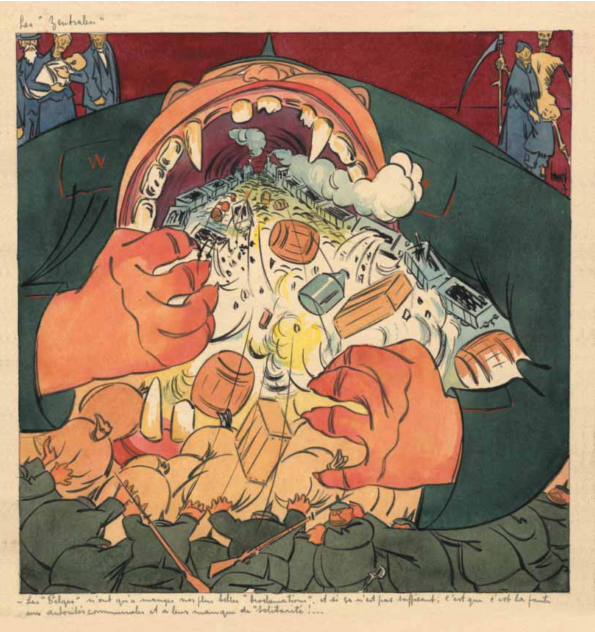
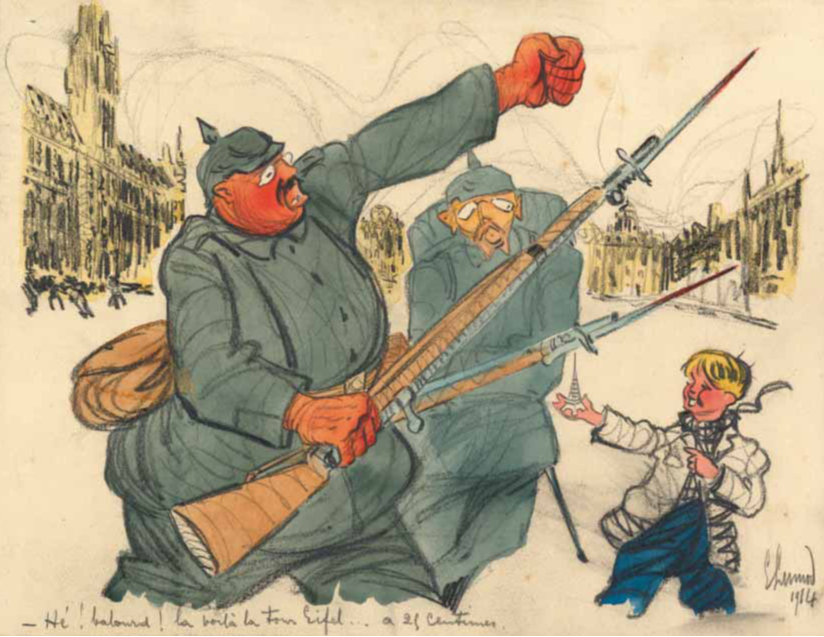
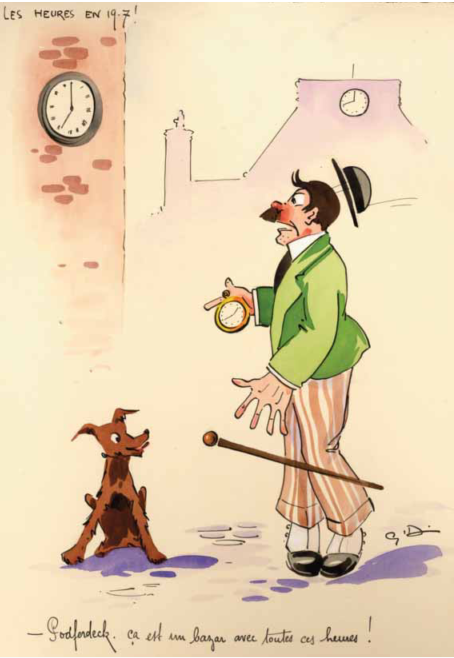

In 2014-2015 werd een deel van de collectie in het Broodhuis geëxposeerd als onderdeel van de tentoonstelling Brussel tikt Duits.

## Trivia
- Op 15 april 1905 voltrok Eugène Keym het huwelijk tussen Rik Wouters en zijn Nel.
- Een groot plein in Watermaal is naar hem genoemd.